# Богоньо
Богоньо (итал. Bogogno) — коммуна в Италии, располагается в регионе Пьемонт, в провинции Новара.
Население составляет 1251 человек (2008 г.), плотность населения составляет 148 чел./км². Занимает площадь 8 км². Почтовый индекс — 28010. Телефонный код — 0322.
Покровительницей коммуны почитается святая Агнесса Римская, празднование 16 августа.

## Демография
Динамика населения:

## Администрация коммуны
- Официальный сайт: http://www.comune.bogogno.no.it/